# Cristal M'Kraan
En Marvel Comics, el Cristal M'Kraan (pronunciado "EM-kron", o "MA-craan" como en el videojuego Marvel: Ultimate Alliance) es un artefacto cristalino gigantesco que descansa en el nexo de todas las realidades. El cristal contiene una galaxia negativa, un recurso de poder casi sin límites, que tira y atrapa toda la materia en su interior. El cristal juega un papel prominente en varias historietas principales, incluyendo la  Saga Dark Phoenix y Era de Apocalipsis.  La saga manifiesta que la Fuerza Fénix es la legendaria guardiana del cristal.

## Habilidades
Como el Nexo de todas las Realidades, el cristal permite viajar entre universos, pero abrir el cristal podría causar que la masa de la galaxia de neutrones dentro absorba el universo entero y causar una reacción en cadena por todo el multiverso, destruyendo todos los universos que existen. Sólo se puede llegar a la ciudad de su interior una vez cada millón de años: cuando galaxias específicas se alinean, el Cristal M'Kraan permitirá entrar por un corto período de tiempo. También alberga la Sala Blanca de Calor, el lugar en el cual la Fuerza Fénix ubica a todos los seres para curarlos o regresarlos a la vida.  
Como es un singleton en todos los universos, los Exiliados saltadores de la realidad, recientemente descubrieron la manera de utilizar el cristal para visitar realidades seleccionadas, en la Era de Apocalipsis, la Bestia Oscura descubrió un medio para viajar a través del cristal a Tierras alternativas. Los Exiliados lo utilizaron como un medio para llegar a la Panopticrón, un lugar que existe fuera del tiempo y el espacio. Al parecer también se puede realimentar mutantes sin fuerza, como el Profesor Xavier recuperó sus poderes después de ser atrapado y escapar del Cristal M'Kraan.

## Historia
El Cristal M'Kraan apareció por primera vez en Uncanny X-Men #107. Ubicado en un abandonado planeta, conocido como El Mundo, el cristal era considerado sagrado por la raza alienígena conocida como Shi'ar, un símbolo de su fe. El loco emperador Shi'ar D'Ken quería usar su legendario poder para sus propios fines, y así la hermana de D'Ken Lilandra Neramani se alió con los X-Men para detener la locura de su hermano, sabiendo que el cristal era apodado "El fin de todo lo que es".  La Fuerza Fénix, aún debilitada y sin experiencia en el uso del nuevo cuerpo huésped de Jean Grey, voló al cristal para intentar detener a D'Ken, pero fue succionado con todos los demás. Dentro hallaron una gran ciudad sin fin, en el centro de lo que era el corazón del cristal - una esfera que contenía la Galaxia Neutrón. Los X-Men, junto con D'Ken, quedaron inmóviles por un rayo proveniente de fuera del orbe lo que causó que todos vivieran sus peores pesadillas. Sólo el Fénix/Jean Grey no fue afectada. Usando el enlace enfático que ella tenía con el cristal, Fénix/Jean Grey descubrió un campo de energía en forma de celosía que actuaba como un campo viviente para la Galaxia Neutrón. La celosía se estaba deteriorando. Si fallaba, la gravedad intensa de la Galaxia Neutrón causaría que toda la creación sea succionada y el efecto de Big Bang resultante daría auge a un nuevo universo virgen. Fénix/Jean Grey usó sus poderes para intentar reparar la celosía pero descubrió que no era lo suficientemente inteligente, así que llegó telepáticamente a sus amigos X-Men para ayudarlos, y con sus poderes combinados Fénix/Jean Grey fue capaz de reparar el cristal y de esa manera salvar el universo de la destrucción final.
El Cristal M'Kraan es sensible con las interrupciones de la historia y la realidad. Cuando el hijo de Charles Xavier, Legión regresó en el tiempo para matar a Magneto, terminó matando a Charles. Este resultado es una interrupción dentro del cristal que explotó en una ola masiva de energía que bañó el universo, cristalizando todo lo que existe, antes de destruir todo. Esto resultó en una época siendo 'recomenzada' como Era de Apocalipsis.  Durante esa era, el Cristal M'Kraan fue un mayor factor hasta que se descubrió que un pequeño casco del Cristal M'Kraan contenía el poder de todo el cristal. Apocalipsis estaba planeando usar el cristal para conquistar otros universos, pero Bishop usó el cristal para regresar en el tiempo y restaurar la realidad. Un pequeño casco del cristal era responsable de mover a X-Man y Holocausto de la Tierra de la Era del Apocalipsis a la Tierra 616, mientras el Hombre de Azúcar y la Bestia Oscura entraron a una versión más grande para hacer el mismo viaje. Holocausto tendría este fragmento incrustado en él por un tiempo, drenando el poder del cristal hasta que X-Man lo saque.
Durante la serie limitada X-Men: Emperor Vulcan se revela que el Mundo una vez estuvo habitado por la raza conocida como M'Kraan, hasta que los Shi'ar los atacaron, matando un gran número de personas, haciendo que el resto corra por su vida. Eventualmente, los Shi'ar se establecieron en su planeta, tomaron el Cristal M'Kraan como suyo, y transmitieron la leyenda del Cristal M'Kraan como un regalo sagrado de sus deidades, Sharra y K'ythri. Los M'Kraan, ahora llamándose a sí mismos Scy'ar Tal (traducido como "Muerte a los Shi'ar") regresaron e intentaron reclamar el cristal al igual como para destruir el imperio Shi'ar, sólo para ser derrotados por Vulcan y los Saqueadores Estelares. Sin embargo, al final de la miniserie se revela que los Scy'ar Tal también conquistaron el Mundo antes de establecerse en este, así que quién vivió antes allí y construyó el Cristal M'Kraan sigue siendo un misterio.

## Guardianes
El Cristal M'Kraan está protegido por Jahf, un pequeño androide con tremenda fuerza y durabilidad. En caso de ser derrotado Jahf, el gigantesco robot Modt toma su lugar. Modt es es dicho de ser mil veces más fuerte y más poderoso que Jahf. Modt reclamó que él debería ser derrotado e incluso un guardián más poderoso debería aparecer, y que un sinnúmero de guardianes cada vez más poderosos estaban esperando más allá de él. Hasta ahora nadie ha sido capaz de derrotar a Modt. Estos guardianes parecen existir en todas las realidades diferentes a la vez. Jahf en la Era de Apocalipsis tenía conocimiento de los hechos en la Tierra 616. Esto está en la serie limitada "Gambito y los X-Ternals". Se le ve tocando específicamente en torno a Wolverine.
En caso de que los Guardianes sean evitados, una segunda capa de defensa existe: toda persona que entre el cristal M'Kraan vivirá a través de sus más grandes temores. La Fuerza Fénix generalmente protege el Cristal M'Kraan contra el abuso, así, sino que también ha demostrado la habilidad de abrumar a otros guardianes del cristal con facilidad.

## Habitación Blanca Caliente
El Cristal M'Kraan es la puerta de entrada al nexo de todas las realidades (pasado, presente y futuro) que de hecho es la Habitación Blanca Caliente, también conocida como el centro de la creación y el corazón del Fénix, aunque Jean ha declarado que la habitación existe en otro plano de existencia más allá de todo. Sin embargo, se puede acceder a la habitación a través del Cristal M'Kraan.
La habitación es un reino hecho de pura energía (Fénix en su estado natal) y todas las fronteras de los reinos de lo material a lo imaginario. Es a partir de este reino que los huéspedes diferentes y el avatar del Fénix hacen su trabajo de Fénix, mientras esperan ser resucitados. Todo los universos pueden ser absorbidos en este plano y curados o destruidos sin ni siquiera una pizca de paradoja. La habitación también sirve como estación de paso que todos los seres pasan por un punto en el tiempo antes de su nacimiento o después de su muerte hasta que lleguen a su destino, ya sea en vida o el reino de la Muerte; en esencia, "Estás siempre allí, esperando que llegues. "

## El Tallus
El Tallus es un dispositivo de comunicaciones, utilizado por los Rompe-tiempos para comunicarse con sus grupos de salta dimensiones los Exiliados y Arma X. Un Tallus ha demostrado poseer un fragmento del Cristal M'Kraan, y se cree que cada Tallus que existe tiene un fragmento del Cristal M'Kraan, que permite a los equipos viajar de una dimensión a otra.

## En otros medios

### Televisión
- El cristal M'Kraan aparece en la serie animada de 1992 de los X-Men.

### Videojuegos
- El cristal M'Kraan aparece en el videojuego Marvel: Ultimate Alliance. Es usado para generar un escudo alrededor de Ave de Muerte y un pedazo de éste es usado para absorber algo del poder robado de Odín por el Doctor Doom.
- Aparece como un objeto coleccionable en Marvel: Ultimate Alliance 2, roto en pedazos. Recogiendo cinco pedazos resultará en el desbloqueo de Jean Grey como personaje jugable.
- El cristal M'Kraan también aparece en el videojuego MARVEL Future Fight para obtener maestrías de los X-Men o usarlo para los requisitos de las misiones de Wolverine.
- El cristal M'Kraan aparece en el videojuego LEGO marvel super héroes 2 , usándolo Kang el conquistador para trae a Eson el buscador , crear Cronopolis y para pelear en la batalla final , al final Ravona lo utiliza para comvertir a Kang en un bebe y volver todo a la normalidad